# Семпохув
Семпохув (пол. Sępochów) — село в Польщі, у гміні Колбель Отвоцького повіту Мазовецького воєводства.
Населення — 219 осіб (2011).
У 1975-1998 роках село належало до Седлецького воєводства.

## Демографія
Демографічна структура станом на 31 березня 2011 року:
|          | Загалом | Допрацездатний вік | Працездатний вік | Постпрацездатний вік |
| -------- | ------- | ------------------ | ---------------- | -------------------- |
| Чоловіки | 111     | 25                 | 73               | 13                   |
| Жінки    | 108     | 16                 | 62               | 30                   |
| Разом    | 219     | 41                 | 135              | 43                   |